# Östra Fågelviks kyrka
Östra Fågelviks kyrka är belägen i Östra Fågelviks socken i Karlstads kommun i Värmland. Sedan 2006 tillhör kyrkan Väse-Fågelviks församling, Karlstads stift. Kyrkan ligger tre kilometer öster om Skattkärr.

## Kyrkobyggnaden
Tidigare fanns på samma plats en träkyrka från 1691. Den brann ner efter något årtionde.
Nuvarande kyrka påbörjades 1715 och arbetet bedrevs i etapper fram till 1726, då en stenkyrka med tidstypisk planform bestående av rektangulärt långhus med tresidigt koravslut stod färdig. Kyrkan har en vidbyggd sakristia på nordsidan samt västtorn med ingång i väster via tornets bottenvåning samt mitt på långhusets sydsida. Kyrkans murar är vitputsade såväl ut- som invändigt och genombryts av svagt spetsbågiga fönsteröppningar. År 1855 skiffertäcktes långhusets valmade sadeltak och västtornets spira.

## Inventarier
- Predikstolen från 1600-talet, som är ett av kyrkans finaste inredningsföremål, förvärvades 1730 från Fellingsbro kyrka. Predikstolen har åttakantig korg och åttakantig baldakin.
- Dopfunten av röd kalksten är från 1746.
- Antependiet utfört av textilkonstnären Anna Wettergren-Behm med mönster som illustrerar orden i Davidspsalmen 42: "Såsom hjorten trängtar till vattubäckar, så längtar min själ efter Dig, o Gud." I mitten syns Den heliga källan, varifrån utgår fyra bäckar som bildar ett kors.

### Orgel
Orgeln är tillverkad 1976 av Frederiksborg Orgelbyggeri — den enda i stiftet. Instrumentet har tjugo stämmor fördelade på två manualer och pedal. Den stumma fasaden från 1878 års Molanderorgel är bibehållen.